# Historia podatków w Polsce

## Okres państwa patrymonialnego
W okresie polskiego państwa patrymonialnego, które miało miejsce w X-XIII wieku, dochody panującego państwa miały oparcie w tzw. prawie książęcym, wywodzące się z okresu rodowo-plemiennego, w którym ludność ponosiła na potrzeby wspólne pewne ciężary materialne i osobiste, przejęte i rozbudowane następnie przez panujących. Wszelkie świadczenia z prawa książęcego miały początkowo formę danin w naturze, później przemieniły się w formę świadczeń pieniężnych i osobistych. Można tu przytoczyć przykład związany z tym rodzajem świadczeń ludności na rzecz panującego, w XI i na początku XII wieku danina z gospodarstwa chłopskiego, nazywana podwornym, na Mazowszu i Kujawach – podymnym, a potem powszechnie poradlnym, gdyż uiszczano je proporcjonalnie do liczby używanych w gospodarstwie zaprzęgów. Na samym początku danina ta była uiszczana w nierogaciźnie, później również i w bydle rogatym oraz w owcach, następnie w zbożu. Narzac, czyli odpowiednie nacięcie na dwu przystających do siebie kijach, z których jeden pozostawał u podatnika, a drugi zabierał poborca, był dowodem uiszczenia owego podatku, prymitywną formą kwitu skarbowego.
Mieszczanie byli obciążeni tzw. szosem, czyli świadczeniem pieniężnym nakładanym w sposób ryczałtowy przez rady miejskie na posiadaczy posesji w mieście. Z biegiem czasu do tego podatku zaczęto wprowadzać elementy konstrukcji podatku dochodowego oraz pogłównego mającego charakter bardziej uniwersalny. Jak czytamy w Rocznikach Jana Długosza, za panowania Kazimierza Odnowiciela papież Benedykt IX: „Wysyła, zatem do króla Kazimierza osobnego nuncyusza, z żądaniem: ażeby według obietnicy posłów Polskich, którzy usilnemi prośbami wyjednali od Stolicy Apostolskiej dla króla swego dyspensę i stosownie do przyjętego zobowiązania, kazał oddawać corocznie na ręce poborców Apostolskich pogłówne ze wszystkich krajów królestwa Polskiego, tak obecnie posiadanych jako i później zdobyć się mających, na dochód Świętego Piotra i jego następców biskupów Rzymskich.” Ów podatek zaczęto również pobierać od mieszczan nieposiadających widocznego majątku nieruchomego, a prowadzących zarobkową działalność rzemieślniczą czy handlową. W większych miastach spowodowało to następnie wyodrębnienie się trzech oddzielnych podatków:
1. Szosu jako podatku związanego z nieruchomościami miejskimi
2. Odrębnego podatku od dochodów z pozarolniczej działalności gospodarczej
3. Pogłównego, podatku osobistego nakładanego na określone kategorie ludności miejskiej

Danina opolna, uiszczana w formie zryczałtowanej w postaci jednej krowy lub jednego wołu od opola jako całości była osobnym świadczeniem. Do owego okresu możemy również zaliczyć stróżę – obowiązek dostarczenia stróżów do pilnowania grodów czy dworów panującego, w miarę upływu czasu stróża przekształciła się w świadczenie pieniężne oraz stan – czyli stacje, obowiązek dostarczenia kwater i utrzymania dla panującego i jego dworu oraz urzędników w czasie objazdów po kraju. Od czasów Kazimierza Wielkiego podatki zaczęto płacić pieniędzmi. Od 1338 roku mennica państwowa rozpoczęła wybijanie srebrnego grosza na wzór grosza praskiego. Grosz za czasów Kazimierza miał niezłą wartość, szacuje się, że jeden człowiek mógł się za niego żywić przez 6 dni.

## Okres monarchii stanowej i Rzeczypospolitej szlacheckiej
W Polsce rozdział skarbca królewskiego (fiskusa) od skarbca publicznego (aerarium) dokonał się w XIV w. za sprawą Ludwika Węgierskiego. Uformowanie się stanu szlacheckiego spowodowało, iż od drugiej połowy XIV wieku szlachta na okres przeszło 400 lat uzyskała cały szereg przywilejów ogólnych zwalniających ją od płacenia podatków. Odtąd o ich wysokości oraz zakresie decydował nie król, a ciało ustawodawcze. W 1355 r. w Budzie został wydany pierwszy taki ogólnopaństwowy przywilej przez Ludwika Węgierskiego, który desygnował go jako król polski. Przyrzekł m.in. nie pobierać podatków nadzwyczajnych ponad przyjętą normę zwyczajową. Załamanie się silnej władzy monarszej oraz utrwalanie podziałów podatkowych społeczeństwa przejawiło się najpełniej w przywilejach generalnych z 1374 w Koszycach (dla szlachty) oraz w 1381 r. (dla duchowieństwa). Owe przywileje znosiły wszelkie obciążenia podatkowe szlachty i duchowieństwa, wprowadzając zasadniczo wolność podatkową tych dwu stanów, z wyjątkiem 2 groszy łanowego od każdego łana w dobrach rycerskich i biskupich oraz 4 groszy od łana w innych dobrach duchowych.
Od XIV wieku pojawiła się nowa jakość w polskich podatkach. W przypadku gdy król, chcąc nałożyć nowy podatek na potrzeby publiczne, mógł to uczynić tylko za zgodą obu stanów. Dzięki temu szlachta oraz duchowieństwo mogło wywierać wpływ na politykę państwa oraz inne czynniki w państwie. Tu po raz pierwszy mamy do czynienia z demokracją szlachecką, a raczej z przesłanką do wykształcenia się takiego systemu parlamentarnego. Wprowadzony w 1456 r. podatek od czynszów dzierżawnych oraz wprowadzone w 1520 r. tzw. jednorazowe pogłówne szlacheckie miały charakter dochodów nadzwyczajnych, niestałych.
Pobór nadzwyczajnego podatku poradlnego (łanowego) wymagał odrębnej uchwały sejmików lub Sejmu. W przypadku większych potrzeb państwa uchwalano pobór łanowego w wysokości dwu- lub trzykrotnej. Co do podatników, byli w tym okresie chłopi z wsi królewskich, szlacheckich i duchownych, a podstawą wymiaru był rejestr poborowy w 1578 r. stosowany z niewielkimi korektami do końca XVIII w. Wysokość podatku była zależna od podatnika oraz od potrzeb państwa. Od czasów przywilejów koszyckich utrwaliła się obowiązująca i obecnie podstawowa konstytucyjna zasada ustawodawstwa podatkowego, iż obowiązek podatkowy mogą kreować tylko i wyłącznie ustawy sejmowe.
Kryzys finansowy państwa, przejawiający się w zmniejszaniu stałych podatków, spowodował w połowie XVII wieku zastąpienie dotychczasowego podatku łanowego podatkiem podymnym, by z kolei ustąpić miejsca podatkowi zwanemu pogłównym, od głowy. Jednocześnie w tym okresie pojawiły się w Polsce podatki pośrednie, z obciążeniem ukrytym w cenie towarów, takie jak akcyza, czopowe i szelężne.
Akcyza pojawiła się w latach 1656–1659 i 1673 r. jako podatek powszechny, wymierzany od obrotu w postaci procentu wartości towarów sprzedawanych na rynku przerzucany w cenie towarów na konsumentów. Wprowadzono ją początkowo w miastach królewskich i duchownych, a następnie również od sprzedaży na rynkach wiejskich. Stawka owej akcyzy wynosiła 6,6%, przyniosła ona w 1673 r. przeszło 400 000 zł dochodów dla skarbu państwa. Mimo iż akcyza stała się najważniejszym podatkiem w tym czasie, wskutek oporu szlachty nie stała się podatkiem stałym, choć podejmowano próby tego rodzaju.
Czopowe, płacone przez mieszczan od wyrobu i szynkowania piwa, miodu, wina oraz gorzałki. W 1658 roku wpływy z podatku czopowego przeszły do skarbów wojewódzkich, w jego miejsce wprowadzono w 1673 r. nowy państwowy podatek od napojów alkoholowych – tzw. dziesiątego szeląga, czyli szelężne. Początkowo według zamierzeń ustawodawcy miał to być podatek o charakterze powszechnym, obciążający każdą sprzedaż.
Hiberna, zwana też „chlebem zimowym” była podatkiem celowym płaconym przez posiadaczy dóbr królewskich i kościelnych, a przeznaczonym na utrzymanie wojska. Miała ona stanowić ekwiwalent za uwolnienie tych dóbr od kwaterunków wojskowych w okresie zimy. Hiberna była dość uciążliwa nie tylko z uwagi na wysokość, ale głównie dlatego, że jej poborem zajmowało się samo wojsko, często nieopłacana była okazją do wielu nadużyć.
Kwarta, uchwalona przez Sejm w 1563 r., wysokość pobieranego podatku dla poszczególnych dóbr, miano ją ustalać na podstawie specjalnej lustracji przeprowadzanej do 5 lat. Stosunkowo często kwarta spadała do kwinty lub jeszcze niżej, gdyż dochody z królewszczyzny były traktowane najczęściej jako uposażenie urzędników państwowych lub dożywotnie zabezpieczenie osób zasłużonych.
Podsumowując: od XV wieku dzięki przywilejom nadawanym przez kolejnych władców szlachta zyskała realny wpływ na ustanawianie podatków. Polski system podatkowy monarchii stanowej i Rzeczypospolitej szlacheckiej (okres 1320-1764) nie obciążał wszystkich stanów w jednakowym stopniu, nie realizował wiec idei powszechności opodatkowania ani równości opodatkowania poszczególnych stanów. Podatki cechował duży stopień płynności. Uchwalone podatki z reguły nie miały charakteru stałego, były zmieniane czy znoszone na kolejnych sejmach i nie stanowiły dostatecznego zabezpieczenia podstaw działalności finansowej państwa.

## Reformy podatkowe końca XVIII wieku

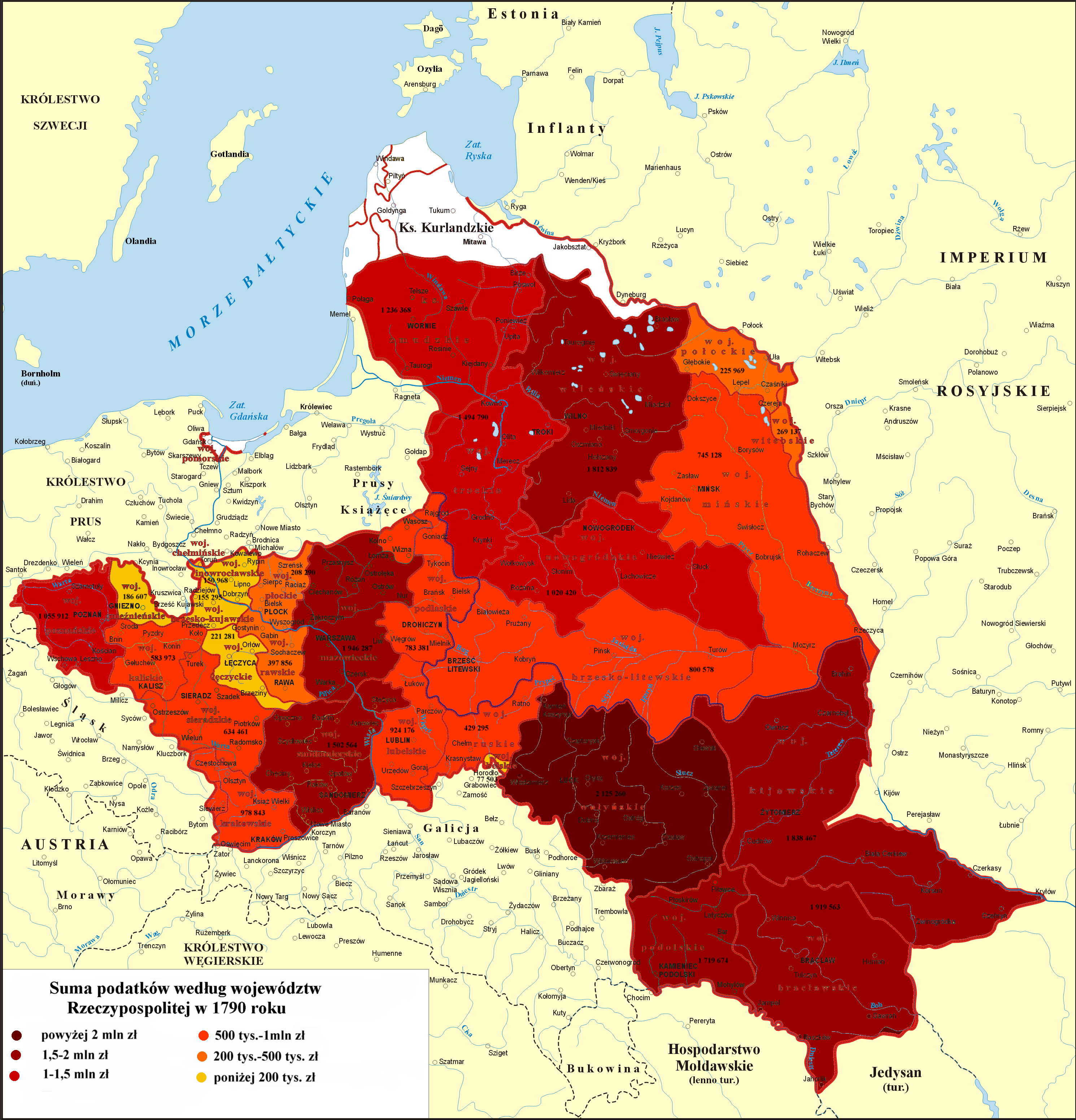
Suma wszystkich podatków według województw Rzeczypospolitej, według tabeli Fryderyka Józefa Moszyńskiego z 1790 roku

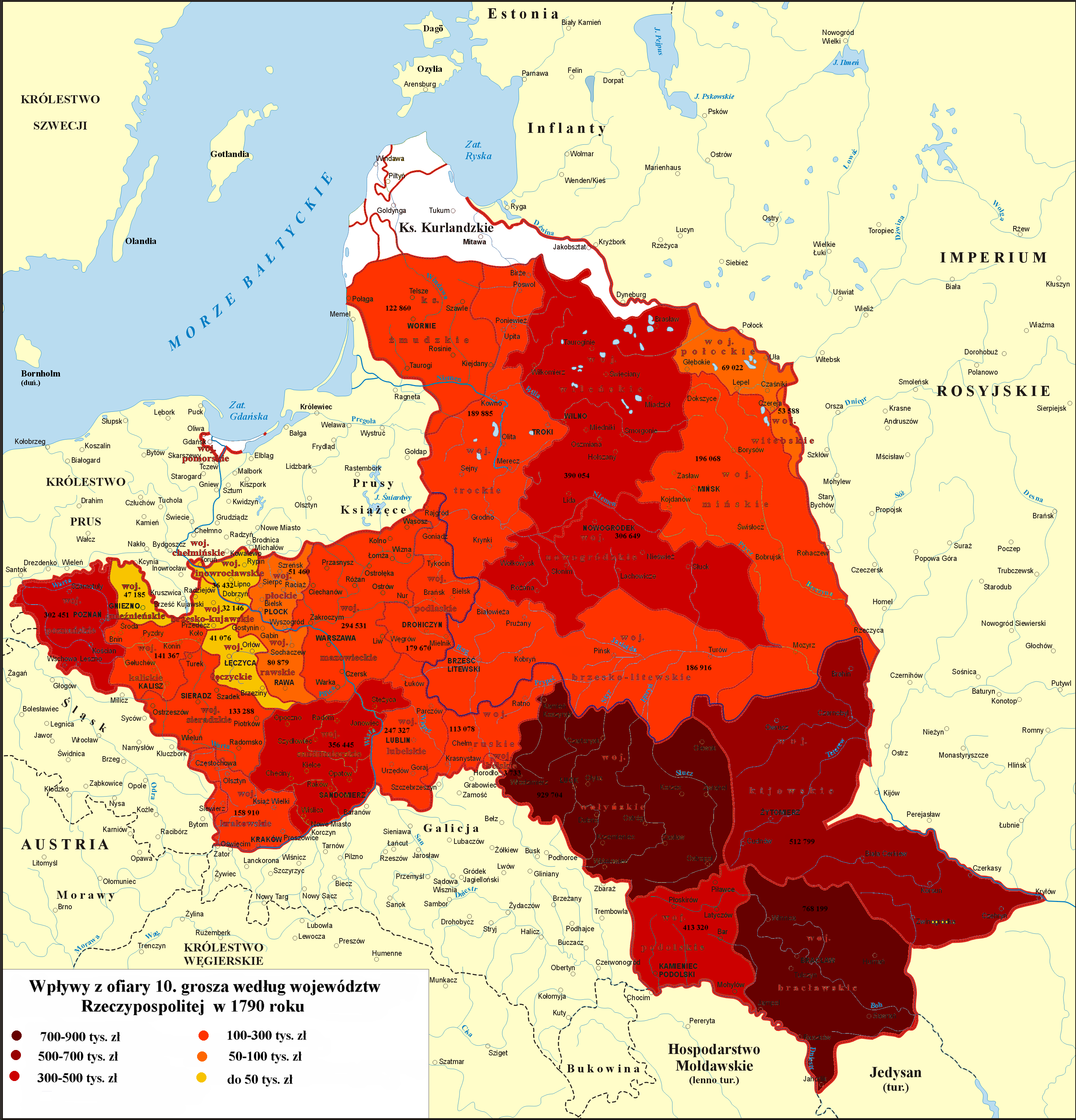
Wysokość ofiary 10. grosza według województw Rzeczypospolitej, oparta na tabeli Fryderyka Józefa Moszyńskiego z 1790 roku

I rozbiór Polski spowodował m.in. znaczne zmniejszenie się i tak wątłych poprzednio podstaw finansowych państwa. Dlatego, krótko po I rozbiorze zdecydowano się na zmiany w opodatkowaniu bezpośrednim i pośrednim. Dawne łanowe zastąpiono nowym podatkiem podymnym ze wszystkich dóbr, łącznie ze szlacheckimi. Nowym podatnikiem uczyniono właścicieli domów, a przedmiotem opodatkowania były domy posiadające komin. Stawki podatkowe zostały zróżnicowane, zależały przede wszystkim od rodzaju i położenia budynku: w miastach stawki wynosiły do 16 zł od komina, a na wsiach 5-7 zł. Od podymnego zwalniano szpitale, domy plebańskie, szkoły, browary, kuźnie, słodownie i cegielnie.
Hibernę zastąpiono półpodymnym. Zrezygnowano przy tym z ryczałtowej wysokości pogłownego żydowskiego oraz jego repartycji, obciążając wszystkich Żydów podatkiem od głowy, z wyłączeniem dzieci poniżej 1 roku życia. Wymagało to stworzenia odpowiednich rejestrów przez rabinów i ściągania tego podatku za pośrednictwem kahałów.
W 1775 roku zmieniono podatek czopowy na podatek od soli, wobec utraty w wyniku rozbiorów żup solnych, pobierany według stałych stawek od beczki.
Sejm Czteroletni podejmował dalsze reformy podatkowe by naprawić podstawy finansowe I Rzeczypospolitej. W 1788 roku sejm uchwalił dobrowolną ofiarę na naglące potrzeby ojczyzny, czyli na wojsko, która miała wszelkie cechy świadczenia podatkowego. Sejm nakazał ponadto płacenie drugiego podymnego, tzw. protunkowego, które to świadczenie przedstawiano jako przymusową i tymczasową pożyczkę wewnętrzną dla państwa. Zdecydowano się również na wprowadzenie opłaty stemplowej od nadawania wszelkich urzędów duchownym i świeckim od orderów, indygentów i nobilitacji. W 1775 r. wprowadzono nowy podatek pośredni od tytoniu i tabaki, przy czym tytoń sprzedawany z własnych dóbr w stanie surowym do dalszej obróbki był wolny od opodatkowania.
W 1789 r. uchwalono tzw. ofiarę wieczystą na powiększenie sił krajowych jako podatek od szlachty i duchowieństwa, którego nie wolno było przerzucać na poddanych. Ofiara ta stanowiła pierwowzór przyszłych podatków dochodowych, gdyż nawiązywała do dochodu jako podstawy opodatkowania. To właśnie ofiara wieczysta była odstępstwem od dotychczasowej zasady wolności podatkowej szlachty.
Szczególnym przełomem w owym czasie była Konstytucja 3 Maja 1791 roku, w której jako w drugiej konstytucji na świecie wprowadzono w praktyce zasadę trójpodziału władzy i potwierdzono jednocześnie, iż wyłącznie Sejm jako władza prawodawcza jest uprawniony do stanowienia podatków obowiązujących na okres bliżej nieoznaczony. Właśnie to wyróżniało Polskę przez wieki na tle pozostałych państw Europy, które nie miały zasadniczo demokratycznych rządów tylko monarchię absolutną, a o obciążeniach społeczeństwa podatkami decydował wyłącznie panujący władca.

## System podatkowy II Rzeczypospolitej

### Unifikacja systemu podatkowego
W 1918 r. po odrodzeniu państwa polskiego, obowiązywanie na jego terytorium trzech odmiennych regulacji podatkowych państw zaborczych stanowiły istotne niebezpieczeństwo, gdyż rozsadzało jego jedność gospodarczą, polityczną i kulturalną. Z tego powodu najważniejszym zadaniem władz państwowych było ujednolicenie ustawodawstwa podatkowego oraz stworzenie własnego systemu podatkowego, który byłby w stanie dostarczyć niezbędnych dochodów dla wypełnienia zadań publicznych. Wszelkie systemy podatkowe bezpośrednie, które zostały przyjęte po państwach zaborczych były w każdej z trzech dzielnic zupełnie inne. Najbardziej zacofany z tej trójki był system podatkowy na ziemiach byłego zaboru rosyjskiego, nieznający podatku dochodowego. Na ziemiach byłego zaboru austriackiego istniał wprawdzie podatek dochodowy, ale nie stanowił on głównego członu systemu podatkowego. Najnowocześniejszy był za to system podatkowy na ziemiach byłego zaboru pruskiego, gdzie podstawowym podatkiem państwowym był ogólny podatek dochodowy z uzupełniającym go stałym podatkiem od majątku, a opodatkowanie pośrednie odgrywało znacznie mniejszą rolę niż w pozostałych zaborach.

### Państwowy podatek dochodowy
Ustawa z 16 lipca 1920 r. o państwowym podatku dochodowym miała podstawowe znaczenie w procesie unifikacji podatków bezpośrednich i była wzorowana na odpowiednim podatku pruskim. W okresie międzywojennym ustawa ta była wielokrotnie zmieniana i nowelizowana. Ustawodawcy polskiemu przyświecała idea, by z tego właśnie podatku uczynić główne źródło dochodów państwa.
Podatnikami tego podatku były osoby fizyczne, osoby prawne oraz spadki wakujące (nieobjęte) od całości dochodów pochodzących zarówno ze źródeł krajowych, jak i położonych za granicą. Ustawa ta w swej konstrukcji uwzględniała tzw. minimum egzystencji w ten sposób, iż wolne od tego podatku były z jednej strony osoby i spadki z rocznym dochodem nieprzekraczającym 1500 zł, z drugiej natomiast strony – gospodarstwa rolne o powierzchni poniżej 15 ha użytków rolnych.
Przedmiotem opodatkowania były wszelkiego rodzaju dochody osiągane z gruntów, budynków, przedsiębiorstw, zajęć zawodowych i wszelkich innych zatrudnień o celach zarobkowych, z kapitałów pieniężnych i praw majątkowych, z uposażeń, emerytur i wynagrodzeń za najemną pracę oraz z wszelkich innych źródeł dochodu. Dla osób fizycznych dochodem w rozumieniu tej ustawy była suma globalna wszystkich przychodów, które rzeczywiście podatnik osiągnął, pomniejszona o sumę kosztów i ich osiągnięcia, zachowania i zabezpieczenia oraz o sumy amortyzacyjne.
Z podstawy opodatkowania przed opodatkowaniem wolno było podatnikom odliczyć takstatywnie wymienione w art. 10 tejże ustawy takie wydatki jak: odsetki od długów, renty i ciężary, składki i premie ubezpieczeniowe, a także bezpośrednie podatki państwowe i samorządowe, wydatki ponoszone na budowę domów mieszkalnych, przymusowe lub ustawowe świadczenia pieniężne oraz bezpłatne świadczenia przymusowe innego rodzaju na cele publiczne, z wyjątkiem państwowego podatku dochodowego i podatku specjalnego od tantiem.
Dochody z uposażeń, emerytur i wynagrodzeń na za pracę najemną podlegały opodatkowaniu według odrębnych reguł zawartych w dziale drugim ustawy, a dochodów z tych źródeł nie włączało się do ogólnego dochodu od tzw. dochodów fundowanych. Podstawą opodatkowania w tym podatku było wynagrodzenie bieżące, rzeczywiście przez podatnika otrzymane w danym okresie, łączenie z wartością wynagrodzenia w naturze. Podobnie jak przy podatku od dochodów fundowanych, również przy podatku dochodowym od wynagrodzeń istniało minimum egzystencji niepodlegające obowiązkowi podatkowemu. Stawki podatku były podzielone na 80 stopni, a progresja zamykała się w granicach od 1% do 50%. W praktyce podatek ten płacili urzędnicy, czy też wysoko płatny personel zarządzający w przedsiębiorstwach.

### Państwowy podatek przemysłowy
Ustawa z 15 lipca 1925 r. o państwowym podatku przemysłowym była ustawą, która stosunkowo szybko zunifikowała opodatkowanie przychodowe. Podatkowi temu podlegały obliczone na zysk przedsiębiorstwa, a ponadto wyliczone w ustawie zajęcia przemysłowe i samodzielnie wykonywane wolne zawody. Obciążeniu natomiast nie podlegały gospodarstwa rolne i leśne oraz związane z nimi: hodowla inwentarza, mleczarstwo, sadownictwo, ogrodnictwo, pszczelarstwo i rybołówstwo, eksploatowanie torfu, piasku, wapna, kamienia itp. oraz młynów i tartaków prowadzonych na własne potrzeby.
Podatek przemysłowy był pobierany w dwóch postaciach:
1. Świadectwo przemysłowe zwane potocznie patentem, powinno być wykupione w zasadzie dla każdego oddzielnego czynnego zakładu przedsiębiorstwa i dla każdego zawodowo wykonywanego zajęcia przemysłowego. Załączona do ustawy taryfa określała cenę takiego świadectwa przemysłowego, która zależała od grupy i kategorii przedsiębiorstwa oraz miejscowości, w której się znajduje
2. Podatek od obrotu opłacały przedsiębiorstwa wykonujące zajęcia przemysłowe lub wolny zawód od dokonanego swoją działalnością gospodarczą obrotu. Przyjęto jako zasadę, iż opodatkowaniu podlegała suma przychodu brutto osiągnięta w ciągu roku w zamian za świadczenia podatnika, natomiast przy komisie i pośrednictwie handlowym przy zajęciach przemysłowych i przy wolnych zawodach uważano, że obrotem jest suma zarobku.

1 stycznia 1939 r. zniesiony został podatek przemysłowy oparty na dawnym ustawodawstwie francuskim, a następnie rosyjskim. W to miejsce wprowadzono w ustawie z 4 maja 1938 r. nowoczesny podatek obrotowy. Konstrukcja przedmiotu opodatkowania w tym podatku zrywa z odniesieniem do przedsiębiorstwa, nawiązuje natomiast do zawodowego i odpłatnego świadczenia rzeczy lub usług niezależnie od tego, czy odbywa się to z zachowaniem warunków prawnie przypisanych.

### Opodatkowanie majątku
Ujednolicone zostały również podatki majątkowe: podatek od nieruchomości i podatek od lokali. Doszło do tego dość późno, bo dopiero z dekretem Prezydenta Rzeczypospolitej z dnia 14 stycznia 1936 roku. Przedmiotem opodatkowania były wszelkie nieruchomości w miastach, a więc budynki mieszkalne, inne budowle oraz niezabudowane place. Na wsiach obciążeniu podlegały jedynie budynki nie związane z gospodarką rolną, ogrodniczą lub leśną. Zobowiązani do jego płacenia byli przede wszystkim właściciele nieruchomości, osoby fizyczne lub prawne uprawnione do pobierania czynszu czy do bezpłatnego mieszkania. Stawki podatkowe były proporcjonalne, a ich wysokość uzależniona była od wielkości podstawy opodatkowania. Stawka podatkowa wynosiła przy podstawie nieprzekraczającej 1000 zł – 8%, a powyżej – 12%. Podatek ten płatny był w dwóch półrocznych ratach.
Podatek od lokali był drugim z tej grupy ściśle związanym z podatkiem od nieruchomości.
On natomiast został wprowadzony dekretem Prezydenta Rzeczypospolitej z dnia 14 listopada 1935 roku. Opodatkowane były wszelkiego rodzaju lokale (pomieszczenia mieszkalne, handlowe, biurowe i inne wraz z należącymi do nich zabudowaniami gospodarczymi, piwnicami, składami) na obszarze gmin miejskich. Ustanowione stawki podatkowe zależały od wielkości lokali, dla trzyizbowych stawka wynosiła 8%, a przy większych 12%. Podatek ten płatny był półrocznie, a dochody z niego dzielone były między miasto, państwowy fundusz budowlany, fundusz kwaterunku wojska oraz Skarb Państwa.

### Opodatkowanie pośrednie
Miało ono istotne znaczenie w strukturze dochodów państwa polskiego odrodzonego po pierwszej wojnie światowej. W szczególności jest mowa o akcyzie, tzn. podatku od sprzedaży określonych towarów. Akcyzami na rzecz państwa były w Polsce obciążone następujące towary: cukier, piwo, napoje winne, drożdże, tłuszcze, mięso, kwas octowy, energia elektryczna, oleje mineralne itp. Problematyka dotycząca akcyz nie doczekała się w całym okresie międzywojennym kodyfikacji i była regulowana w odrębnych ustawach regulujących opodatkowanie poszczególnych towarów akcyzowych. Odpowiedzialność za uiszczenie akcyzy ponosił wytwórca albo importer.

### Ordynacja podatkowa z dnia 15 marca 1934 roku
Była to pierwsza udana próba kodyfikacji polskiego ogólnego prawa podatkowego. O jej dużym i ponadczasowym znaczeniu może świadczyć fakt, iż szereg obecnie obowiązujących w Polsce rozwiązań prawnopodatkowych ma swoje źródło i inspiracje w postanowieniach przedwojennej ordynacji. W liczącej 212 artykułów ordynacji podatkowej z 1934 roku określono po raz pierwszy ogólny porządek podatkowy w Polsce.
Pod względem struktury ordynacja dzieliła się na pięć części: postanowienia ogólne, postępowanie przy wymiarze podatków, przepisy porządkowe, przepisy karne oraz przepisy przejściowe i końcowe. Ustawa ta nie zawierała ustawowej definicji podatku, ale wprowadziła do polskiego systemu podatkowego tak istotne po dziś dzień kategorie prawnopodatkowe jak: obowiązek podatkowy i zobowiązanie podatkowe. Do zarządu podatkami państwowymi oraz do załatwiania związanych z tym sprawami powołane były następujące władze skarbowe: urzędy skarbowe, izby skarbowe, komisje odwoławcze przy izbach skarbowych oraz Minister Skarbu. Uiszczenie podatku winno być w zasadzie dokonane gotówką, możliwa była ponadto zapłata należnego podatku gruntami, świadczeniami w naturze (np. poprzez dostarczanie materiałów do robót drogowych, płodów rolnych czy wykonywanie pewnej pracy) i państwowymi papierami wartościowymi. W sytuacjach klęsk żywiołowych Minister Skarbu miał prawo do wydawania aktów prawnych umarzających pewne należności podatkowe podatnikom określonego terytorium. W ordynacji z 1934 roku zamieszczono sprecyzowane zasady odpowiedzialności osób trzecich za podatek. W ten sposób spadkobiercy odpowiadali za nieściągnięte należności podatkowe spadkodawcy i masy spadkowej według przepisów prawa spadkowego. Najbardziej jednak w omawianej wyżej ordynacji podatkowej rozbudowane zostały przepisy postępowania podatkowego.

## System podatkowy Polski Ludowej
Po zakończeniu II wojny światowej tylko początkowo korzystano w Polsce z częściowo skodyfikowanego systemu podatkowego okresu dwudziestolecia międzywojennego. Wskutek zmiany ustroju społeczno-gospodarczego w ustawodawstwie podatkowym w coraz większym stopniu zaczęto stosować obce dotychczasowej kulturze prawnej wzory ustawodawstwa radzieckiego, polegające m.in. na zerwaniu z zasadą równości podatników wobec prawa oraz powszechnością opodatkowania, różnicowaniu statusu podatkowego podmiotów zobowiązanych w zależności od przynależności do określonego sektora własności, branży czy podporządkowania szczeblowi centralnemu lub terenowemu.
Podatki traktowano jednocześnie jako istotny instrument eliminacji z gospodarki narodowej sektora prywatnego. Na skutek dokonujących się zmian politycznych rozpoczął się ponadto w Polsce proces dekodyfikacji prawa podatkowego, polegający na uchyleniu mocy obowiązującej ordynacji podatkowej z 1934 r. oraz parcelacji tej kodyfikacji ogólnego prawa podatkowego pomiędzy trzy akty prawodawcze.
W tym okresie pojawiło się w Polsce tzw. powielaczowe prawo podatkowe wynikające z tego, że rządowi przekazano z sejmu prawo stanowienia o podatkach. Rząd, tworząc prawo podatkowe powoływał się na art. 1 ustawy z 2 stycznia 1945 roku, w którym tzw. Krajowa Rada Narodowa upoważniła go do wydawania dekretów z mocą ustawy.
Dwa akty prawne powodowały, że polskie prawo podatkowe zaczęło się ponownie zmieniać. Po pierwsze art. 2 ust.2 ustawy z 19 grudnia 1980 r. o zobowiązaniach podatkowych, który odbierał rządowi prawo samodzielnego stanowienia o podatkach w drodze uchwał, stanowiąc, iż obowiązek podatkowy mogą tylko i wyłącznie kreować ustawy. Po drugie art. 7 ustawy z 23 grudnia 1988 r. o działalności gospodarczej. Przepis ten nakazywał samemu ustawodawcy, by w tworzeniu przepisów prawnych, określaniu obowiązków i przywilejów podatkowych kierować się zasadą równości.
Zmiany w procesie tworzenia prawa podatkowego należy wiązać z trzema instytucjami: powołaniem Naczelnego Sądu Administracyjnego, wprowadzeniem sądownictwa konstytucyjnego oraz utworzeniem urzędu Rzecznika Praw Obywatelskich. To właśnie działalność tych instytucji przyczyniła się w znacznej mierze do stopniowego upowszechniania właściwej kultury prawnej i spowodowała, że konsekwencje dotychczasowej koncepcji źródeł prawa podatkowego stały się dla podatnika mniej dotkliwe. W tym okresie w Polsce rozpoczął się proces porządkowania reguł tworzenia prawa. Orzecznictwo sądowe doprowadziło do zaniku samoistnej normodawczej działalności rządu w sprawach podatkowych, przeciwstawienie się praktyce legislacyjnej polegającej m.in. na retroaktywności przepisów podatkowych.
Oto kilka przykładów podatków z okresu Polski Ludowej:
- Występowały takie podatki jak: podatek obrotowy, podatek dochodowy, podatek od nieruchomości, spadków i darowizn czy podatek od płac.
- W 1958 roku wprowadzono podatek konsumpcyjny od spożycia w nocnych lokalach rozrywkowych (Dz.U. z 1958 r. nr 44, poz. 218). Płaciły go osoby spożywające w nocnych lokalach rozrywkowych po godzinie 23.
- W 1955 r. zniesiono podatek od zbytku mieszkaniowego oraz podatek od polowania i rybołówstwa (podatki niewiele znaczące w budżetach gmin) w zamian dołączono podatek targowy do opłaty targowej. W miejsce istniejących wcześniej opłat kuracyjnych wprowadzono opłatę uzdrowiskową oraz ustanowiono nową opłatę w wymiarze lokalnym, mianowicie opłatę od środków transportowych.
- Podatek potocznie zwany bykowym (właściwie była to podwyższona kwota podatku dochodowego o 20%). Płacony był on przez osoby bezdzietne, nieżonate i niezamężne powyżej 21 roku życia (od 1 stycznia 1946 do 29 listopada 1956), a później powyżej 25 roku życia (do 1 stycznia 1973).

Podatek wyrównawczy to również element systemu podatkowego PRL, obowiązujący od 1 stycznia 1958 do 31 grudnia 1991. Dotyczył podatników indywidualnych. Sprowadzał się do dodatkowego opodatkowania osób, których dochody w roku podatkowym przekroczyły pewien ustalony przez Ministerstwo Finansów limit. Dotyczył on zarówno wolnych zawodów (artystów, adwokatów itp.), jak i osób zatrudnionych w tzw. gospodarce uspołecznionej. Osoba, której dochód przekroczył limit, zobowiązana była do składania zeznania podatkowego (osoby o dochodach niższych nie miały obowiązku takich zeznań składać). Kwota powyżej limitu była opodatkowana według progresywnej stawki od 10% do 50%. Od podatku tego były liczne ulgi i odliczenia, m.in. na budowę lub remont domu. Z myślą o osobach wykonujących zawody twórcze, otrzymujących niekiedy honoraria raz na kilka lat (np. literaci), przewidziano możliwość przechowywania tych honorariów na specjalnym rachunku bankowym, wówczas opodatkowane były nie wpływy na ten rachunek, tylko kwoty z tego rachunku pobrane, o ile w roku podatkowym przekroczyły wspomniany limit.
Popiwek to podatek od ponadnormatywnych wypłat wynagrodzeń, wprowadzony w Polsce w 1986 roku. Zastąpił opłatę na rzecz Państwowego Funduszu Aktywizacji Zawodowej. Obciążał zysk przedsiębiorstw uspołecznionych, które w roku podatkowym przekroczyły dopuszczalny wzrost płac oraz wypłat z funduszu nagród i premii. Zadaniem tego podatku było ograniczanie wzrostu dochodów ludności.
Stawki podatku od ponadnormatywnych wypłat wynagrodzeń wynosiły:
- od 100% do 500% podstawy opodatkowania w przypadku płac
- od 200% do 400% w przypadku premii i nagród.

W 1989 r. został włączony do nowo utworzonego podatku dochodowego od osób prawnych: do podatku obliczonego według stawki 40% doliczano dwukrotność nadmiernej podwyżki wynagrodzeń. Od 1990 r. funkcjonował jako odrębna forma opodatkowania. Został ostatecznie zlikwidowany w 1995 roku.

## Transformacja systemu podatkowego w latach 90. XX w.
System podatkowy w PRL wymagał gruntownych zmian. Nawet stosunkowo pobieżna analiza pozwalała potwierdzić tezę o jego nieadekwatności do zasad funkcjonowania gospodarki rynkowej. Do głównych wad systemu należały:
- zbyt duża liczba podatków
- dyskryminacja własnościowa
- brak stabilności obciążeń podatkowych
- duża uznaniowość

Czynnikiem przyspieszającym decyzję o reformie systemu podatkowego był ostry kryzys finansów publicznych, który ujawnił się na przełomie pierwszego i drugiego kwartału 1991 roku. Dochody budżetu państwa w znacznym stopniu opierały się na podatkach bezpośrednich płaconych przez przedsiębiorstwa państwowe i z biegiem czasu zaczęły one gwałtownie spadać. W tej sytuacji koniecznie stało się szybkie rozszerzenie podatków pośrednich. Przeprowadzona w tych latach reforma zlikwidowała kilka tytułów podatkowych: podatek od wynagrodzeń, wyrównawczy, podatek od płac – uiszczany przez pracodawców, podatek dochodowy od działalności gospodarczej, podatek rolny z działów specjalnych produkcji rolnej. Zlikwidowano również odrębne opodatkowanie podatkiem dochodowym osób prawnych z sektora gospodarki uspołecznionej i nieuspołecznionej, wprowadzając w styczniu 1989 r. jednolity podatek dochodowy od osób prawnych.
Decyzje takie zostały podjęte już w 1992 roku przez rozszerzenie zakresu stosowania podatku obrotowego i podniesienie jego stawek. Jednak radykalna zmiana nastąpiła dopiero wraz z wprowadzeniem podatku od towarów i usług w 1993 roku, kiedy to wprowadzono VAT.
Nadrzędnym celem rozpoczętej w Polsce we wczesnych latach dziewięćdziesiątych transformacji systemu podatkowego było jego dostosowanie do potrzeb tworzącej się gospodarki rynkowej. Oznaczało to potrzeby neutralizacji systemu podatkowego, prowadząc do zastąpienia parametrycznego sposobu regulacji gospodarczej regulacją rynkową. Celem uzupełniającym, a jednocześnie pewnego rodzaju ograniczeniem dowolności wprowadzanych zmian, była konieczność dostosowania systemu fiskalnego do wymogów europejskich. W tej konsekwencji realizacja tak sformułowanych zadań powinna w pierwszym rzędzie wiązać się co najmniej:
- ze zmianą struktury i uproszczeniem systemu podatkowego
- z brakiem fiskalizmu
- ze stabilnością prawa podatkowego
- z brakiem uznaniowości w nakładaniu podatków
- z niedziałaniem prawa wstecz
- z ponowną kodyfikacją zagadnień podatkowych.

W ciągu pierwszych czterech lat transformacji gospodarczej zbudowano podwaliny nowego systemu podatkowego. Późniejszy proces ewolucji systemu podatkowego ze względu na brak kompleksowego ujęcia polegał głównie na jego „psuciu”. Oprócz tego złożyło się kilka innych przyczyn:
- Należało usunąć popełnione błędy, stanowiące następstwo wprowadzania całkowicie nowego na gruncie polskim systemu podatkowego.
- Proces transformacji dotyczący wszystkich dziedzin życia bez synchronizacji przeprowadzanych reform w różnych sferach, a w pierwszym okresie także realizacja programu stabilizacyjnego, związana z głębszą i bardziej długotrwałą niż powszechnie przewidywano recesją, powodowały trudności w dostosowaniu wpływów budżetowych do potrzeb.
- Przemiany własnościowe i strukturalne stawiały nowe zadania przed rozwiązaniami podatkowymi, m.in. sprawy opodatkowania holdingów, dochodów kapitałowych.
- W różnych okresach transformacji dominowały odmienne opcje polityczne. W pierwszym okresie zdecydowanie przeważała opcja liberalna, co powodowało, że system podatkowy miał być przede wszystkim neutralny gospodarczo. Następnie opcje te się zmieniały.

## Obecny system podatkowy w Polsce
Prawne podstawy nakładania obowiązków podatkowych stanowi obowiązująca od dnia 17 października 1997 roku Konstytucja Rzeczypospolitej Polskiej z dnia 2 kwietnia 1997 roku (Dz. U. Nr 78, poz. 483). W art. 217 ustawodawca postanowił, że nakładanie: podatków, innych danin publicznych oraz określanie podmiotów opodatkowania, przedmiotów opodatkowania, stawek podatkowych, kategorii podmiotów zwolnionych od podatków, zasad przyznawania ulg i umorzeń podatkowych może następować wyłącznie w drodze ustawy. Zgodnie z zasadą wyrażoną w art. 8 Konstytucji jej przepisy stosuje się bezpośrednio, chyba że Konstytucja stanowi inaczej. Oznacza to, że jeżeli w przepisach prawa podatkowego zawarte jest unormowanie sprzeczne z określonym przepisem Konstytucji, stosuje się przepis Konstytucji. Miejsce Konstytucji w systemie źródeł prawa podatkowego wymaga nadto, aby proces jego wykładni przebiegał w taki sposób, by dokonana interpretacja była z nią zgodna.
Na polski system podatkowy składa się jedenaście tytułów podatkowych, objętych materialnym szczególnym prawem podatkowym. Pojęcie podatku zostało zdefiniowane w art. 6 ustawy z dnia 29 sierpnia 1997 roku ordynacja podatkowa (Dz. U. Nr 137, poz. 926 ze zm.) jako publicznoprawne, nieodpłatne, przymusowe i bezzwrotne świadczenie pieniężne na rzecz Skarbu Państwa lub gminy, wynikające z ustawy podatkowej. Przepisy Ordynacji podatkowej stosuje się również do opłat i innych niepodatkowych należności budżetu państwa i budżetów jednostek samorządu terytorialnego, do których ustalania lub określania uprawnione są organy podatkowe, oraz opłat, o których mowa w przepisach o podatkach i opłatach lokalnych.